# Frauen-Feldhandballnationalmannschaft der DDR
Die Frauen-Feldhandballnationalmannschaft der DDR vertrat die Deutsche Demokratische Republik (DDR) bei Länderspielen und internationalen Turnieren.
Der größte Erfolg war der dritte Platz an der Weltmeisterschaft (1960) als gesamtdeutsche Mannschaft.

## Weltmeisterschaften
Die Handballnationalmannschaft der DDR nahm an der letzten der drei bis 1960 ausgetragenen Feldhandball-Weltmeisterschaften teil.
| Jahr | Gastgeberland  | Teilnahme bis…            | Ergebnis                      | Rang                      | Bemerkungen und Besonderheiten |
| ---- | -------------- | ------------------------- | ----------------------------- | ------------------------- | --- |
| 1949 | Ungarn         | nicht teilnahmeberechtigt | nicht teilnahmeberechtigt     | nicht teilnahmeberechtigt | Nach dem Zweiten Weltkrieg war noch kein neuer Handballverband gegründet worden, der Deutschland bei der IHF hätte vertreten können. |
| 1956 | BR Deutschland | keine Teilnahme           | keine Teilnahme               | keine Teilnahme           | |
| 1960 | Niederlande    | Spiel um Platz 3          | Deutschland 25:13 Niederlande | Bronzemedaille            | Gesamtdeutsche Mannschaft |